# Zicheng, Guangdong
Zicheng (kinesiska: 紫城)  är en köping i sydöstra Kina. Den ligger i Zijin härad i staden Heyuan i provinsen Guangdong, omkring 200 kilometer öster om provinshuvudstaden Guangzhou. Antalet invånare är 169 625. Befolkningen består av 83 776 kvinnor och 85 849 män. Barn under 15 år utgör 22,0 %, vuxna 15-64 år 69 %, och äldre över 65 år 7,0 %.